# Pentaschistis pictigluma
Pentaschistis pictigluma là một loài thực vật có hoa trong họ Hòa thảo. Loài này được (Steud.) Pilg. mô tả khoa học đầu tiên năm 1926.